# Hitsugaya Tōshirō
Hitsugaya Tōshirō (Nhật: 日番谷 冬獅郎) là một nhân vật hư cấu trong bộ anime và manga Bleach, do Kubo Taito sáng tạo. Trong truyện, Hitsugaya là đội trưởng đội mười thuộc Gotei 13 – một nhóm các Shinigami quản lý các dòng linh hồn và bảo vệ Linh Giới (Soul Society). Hitsugaya có mặt ở tất cả các bộ phim của Bleach, trở thành nhân vật chính trong Bleach: The Diamond Dust Rebellion và các sản phẩm truyền thông khác liên quan đến bộ truyện, gồm cả trò chơi video và OVA.
Hitsugaya nhận được sự hưởng ứng nồng nhiệt từ cả độc giả lẫn các nhà phê bình. Cậu là một trong những nhân vật cực kỳ nổi bật trong cộng đồng độc giả Bleach, sở hữu thứ hạng cao ở nhiều cuộc bầu chọn về độ phổ biến. Nhiều mặt hàng thương mại dựa trên ngoại hình của cậu đã được bày bán trên thị trường, gồm action figure, đồ chơi nhồi bông và móc chìa khóa. Các ấn phẩm anime và manga đã dành cả những lời khen lẫn chê cho nhân vật Hitsugaya.

## Xuất hiện

### Anime và manga
Hitsugaya sống cùng bà và Hinamori Momo – người bạn vô cùng thân thiết của cậu. Hitsugaya thể hiện xuất sắc tại Học viện Shinigami, trở thành đội trẻ nhất lịch sử Linh Giới làm chỉ huy đội mười. Sau khi được tiến cử vào Gotei 13, Hitsugaya nghi đội trưởng đội ba Ichimaru Gin có hành vi mờ ám, khi mà những chuyện xung quanh vụ hành quyết Kuchiki Rukia ngày một trở nên phức tạp hơn. Khi Hinamori bị thao túng suy nghĩ rằng Hitsugaya đã sát hại Aizen Sōsuke, Hitsugaya tấn công Gin vì cho rằng y đã lừa cô. Trận đánh bị gián đoạn khi Hitsugaya làm vô hiệu hoạt động của Hinamori, cậu liền bị đội phó cấp dưới Matsumoto Rangiku ngăn cản. Khi chứng kiến vụ hành quyết Rukia trở nên tàn khốc ra sao, Hitsugaya cố gắng ngăn chặn nó bằng cách tìm đến Phòng 46, song phát hiện ra Aizen đã giả chết và sát hại toàn bộ các thành viên trong Phòng 46. Khi Hitsugaya phát hiện ra Hinamori bị thương, cậu tìm cách lấy mạng Aizen song bị đánh bại.
Ở tiểu phần sau, Hitsugaya dẫn đầu một nhóm Shinigami được giao nhiệm vụ bảo vệ Thị trấn Karakura trước bọn Arrancar do Aizen làm chủ mưu. Cậu đánh bại Shawlong Qufang và Luppi Antenor, và sau khi biết tin Inoue Orihime đi theo đám Arrancar trở về thế giới mà chúng trú ngụ, Hitsugaya trở lại Linh Giới để hỗ trợ chuẩn bị cho cuộc chiến đối đầu Aizen. Tại Thị trấn Karakura, cậu chạm trán Espada Tier Halibel trước khi cô ta bị Aizen đánh trọng thương. Thế rồi Hitsugaya giao chiến với Aizen và bị y lừa đâm vào ngực Momo, còn Aizen lợi dụng cơn thịnh nộ của Hitsugaya để chặt đứt đi chi trái của cậu. Sau khi Aizen bị đánh bại và được chữa trị, Hitsugaya hạ quyết tâm tập luyện để cậu có thể sử dụng thuần thục chiêu thức mạnh nhất bankai và bảo vệ Hinamori.
Khi Ginjō Kūgo tước đi toàn bộ sức mạnh Fullbring của Kurosaki Ichio, Hitsugaya và một số Shinigami cấp cao khác có mặt ở nhân giới. Nhằm hỗ trợ Ichigo lấy lại sức mạnh Shinigami và chiến đấu với Ginjo, tổng chỉ huy Yamamoto-Genryūsai Shigekuni chỉ đạo các Shinigami truyền cho Ichigo một phần năng lượng linh hồn họ. Kế đến Hitsugaya đối đầu Fullbringer Yukio Hans Vorarlbena trong một trò chơi mèo vờn chuột, màn so tài kết thúc khi Hitsugaya nhốt Yukio trong băng, đe dọa kết liễu y nếu y không giải phóng sức mạnh Fullbring. Trong cuộc xâm lược Linh Giới của Wandenreich, Hitsugaya để mất bankai vào tay thành viên Cang Du của tổ chức ấy. Song với sự hỗ trợ của Urahara Kisuke, Hitsugaya đoạt lại bankai từ tay Cang Du và đánh bại y. Tuy nhiên, cuối cùng Hitsugaya xuất hiện dưới dạng xác sống dưới sự điều khiển của Sternritter Giselle Gewelle. Hitsugaya dạng xác sống, Rangiku, Kensei và Rose giao chiến với nhóm Arrancar do Kurotsuchi Mayuri hồi sinh cùng Ikkaku và Yumichika của đội 11. Cuối cùng, Mayuri giành được quyền khống chế các Shinigami dạng xác sống. Hitsugaya và Rangiku hồi phục lại hình thái ban đầu và được chữa trị, tuy nhiên quãng đời của họ lại bị rút ngắn. Kế đến Hitsugaya nhập hội cùng Byakuya và các Shinigami khác đánh với Sternritter Gerard. Trong trận đánh này, những cánh hoa làm từ bankai của Hitsugaya bị tan ra. Nhưng thay vì bankai bị vô hiệu hóa, truyện tiết lộ rằng giới hạn thời gian là dấu hiệu cho thấy nó đã được phát triển đầy đủ trước trận đánh. Sức mạnh Daiguren Hyōrinmaru đạt đến ngưỡng cao nhất có thể, còn Hitsugaya biến thành thanh niên để sử dụng vũ khí nâng cấp của mình tốt hơn.

### Trong các tác phẩm khác
Toshiro có mặt trong cả bốn phần phim điện ảnh chuyển thể từ loạt truyện. Cậu đấu với Dark Ones cùng các chỉ huy Shinigami khác trong Bleach: Memories of Nobody. Trong Bleach: The DiamondDust Rebellion, Toshiro bị cáo buộc đánh cắp King's Seal (một loại cổ vật) và tình cờ khám phá ra bí mật đen tối liên quan đến một Shinigami tưởng như đã chết từ lâu là Sōjirō Kusaka – bạn thân và đối thủ lúc cậu còn nhỏ. Một chương yomikiri manga xoay quanh quá khứ của Histugaya đã được phát hành để quảng bá bộ phim, tiết lộ cách Hitsugaya học sử dụng sức mạnh. Dường như Kusaka sử dụng King's Seal để hồi sinh nhằm báo thù, song đến cuối bị Hitsugaya tiêu diệt ở trận tái đấu cuối cùng. Trong Bleach: Fade to Black, cậu mất ký ức về Ichigo và Rukia lẫn các Shinigami khác.  Sau khi mất ký ước về sự mất tích của Rukia và Ichigo, Hitsugaya cùng với các đội trưởng khác cố ngăn Ichigo tiến vào Linh Giới. Trong Hell Verse, cậu có mặt để giúp chống lại bọn Sinner ở Thị trấn Karakura.
Hitsugaya có mặt trong một bộ OVA dài 30 phút có nhan đề Sealed Sword Frenzy, trong bộ này cậu ở trong nhóm đội trưởng được cử tới thế giới thực để phong ấn tên tội phạm shinigami vô cùng nguy hiểm và đang bị truy nã là Baishin. Ở lần chạm trán đầu tiên, cậu thành công đẩy lùi được y, song Baishin đã trốn thoát. Hitsugaya là nhân vật người chơi phổ biến trong loạt trò chơi video liên quan đến Bleach, gồm loạt Blade Battlers và các tựa game trên hệ máy console của Nintendo. Những phiên bản đặc biệt của cậu như dạng bankai có ở một vài game như Soul Resurrección, trong khi phiên bản Hitsugaya diện đồng phục học sinh là nhân vật chưa mở khóa ở các game khác như Bleach: Shattered Blade. Ngoài ra, cậu cũng là nhân vật người chơi trong game Jump Ultimate Stars của Nintendo DS. Bên cạnh trò chơi điện tử, Hitsugaya còn hiện diện ở hai album Bleach Beat Collection. Album đầu tiên là một album tuyển tập có sự tham gia của Hinamori và Matsumoto. Album thứ hai cũng là một album tuyển tập, lần này cậu song hành với Ichigo. Một album kết hợp giữa Hitsugaya và Hyōrinmaru cũng được phát hành nằm trong Bleach Breathless Collection. Ban đầu cậu do nam diễn viên Nagayama Takashi thể hiện trong các vở nhạc kịch rock Bleach. Sau đó, trong Shinsei Rock Musical Bleach Reprise, Nagayama được thay thế bởi Kido Yūya; rồi chính Kido cũng được thay thế bởi Kawaharada Takuya.

## Đón nhận
Hitsugaya rất nổi bật trong các cuộc bầu chọn về độ phổ biến trong Bleach của Weekly Shōnen Jump, đa số lần cậu đều lọt top 10. Đầu năm 2008, Hitsugaya được bầu là nhân vật nổi tiếng nhất truyện, soán ngôi của Ichigo (từng nắm giữ vị trí ấy trước đó). Hyōrinmaru được bầu là thanh zanpakutō nổi bật nhất trong cuộc bầu chọn độ phổ biến của zanpakutō trong truyện. Ở các cuộc bầu chọn nhân vật do tạp chí Nhật Bản Newtype tiến hành năm 2007, cậu được bầu là nhân vật nam nổi bật thứ chín trong anime. Ở cuộc bầu chọn của độc giả Animage thường niên lần thứ 28 – Anime Grand Prix, Hitsugaya được bầu là nhân vật nam nổi bật thứ tám trong anime. Cậu cũng có mặt ở các cuộc bầu chọn tháng tương tự của Animage. Hitsugaya xếp thứ tám (2008) và thứ ba (2009) trong cuộc khảo sát mang tên "Nhân vật tôi muốn lấy làm chú rể" từ đơn vị phân phối nhạc Nhật Bản Recochoku. Nhằm quảng bá phần phim điện ảnh thứ hai của Bleach, trailer đã hiện câu thoại "Hành quyết Hitsugaya!". Kubo thừa nhận đây chính là ý tưởng của anh nhằm làm mọi người bất ngờ, song anh và Morita Masakazu (diễn viên lồng tiếng Ichigo) lại nhận được rất nhiều lá thư thể hiện sự lo lắng từ người hâm mộ, buộc Kubo phải đáp bằng lời xin lỗi. Nhiều mặt hàng thương mại dựa trên ngoại hình Hitsugaya đã được bày bán trên thị trường, gồm action figure, đồ chơi nhồi bông và móc khóa.
Nhiều ấn phẩm đánh giá manga, anime và các phương tiện truyền thông khác đã đưa ra những bình luận gồm cả khen lẫn chê nhân vật Hitsugaya. Cậu cũng được để ý là một trong những nhân vật "được người hâm mộ yêu thích" nổi tiếng nhất trong truyện. Carl Kimlinger từ Anime News Network tán dương Steve Staley vì đã thể hiện giọng biến thể thú vị thay vì "thốt ra giọng ghê tởm làm hủy hoại nhân vật". Bên cạnh đó, anh bình luận rằng những vấn đời tư chưa được giải quyết của Hitsugaya cùng các nhân vật khác là một phần hay ở đoạn cao trào trong tiểu phần truyện của Linh Giới. Ngoài ra anh tán dương phần hoạt họa bankai của Hitsugaya trong anime. Tuy nhiên, sau đấy Kimlinger chê nó là "làm cho cậu trông như con quạ xanh bị viêm khớp". Ramsey Isler của IGN tiếc nuối khi trận đánh đầu tiên của Hitsugaya với Arrancar không quá mãn nhãn và nhân vật chẳng "có nổi cơ hội để tỏa sáng." Diện mạo đầu của Hitsugaya bị Isaac Hale từ Pop Culture Shock phê phán, ông thấy Kubo đang thờ ơ với các nhân vật khác và dành nhiều sự chú ý cho cậu và những lần pha trò hài hước của Matsumoto. Tuy nhiên, ở tiểu phần sau, Chris Beveridge của Mania Entertainment nhận thấy Hitsugaya "có một tiểu phần cực kỳ hay" và "tỏa sáng rực rỡ" ở màn đối đầu Aizen. Lần cậu xuất hiện ở DiamondDust Rebellion nhận được những lời khen từ Holly Ellingwood của Active Anime, cây viết thấy rằng động cơ và sườn truyện của Hitsugaya "hấp dẫn và ly kỳ". Tương tự, Chris Beveridge từ Mania Entertainment ca ngợi "cậu thể hiện tư cách đàn ông ra sao" trong phim này.